# نسبت ذخایر به تولید
نسبت ذخایر به تولید (انگلیسی: Reserves-to-production ratio) میزان ذخایر باقیمانده از یک منبع تجدیدناپذیر در طول زمان را محاسبه می‌نماید. این نسبت برای کلیه منابع طبیعی قابل استفاده است، اما بیشترین کاربرد آن در سوخت‌های فسیلی، (به‌ویژه در نفت خام و گاز طبیعی) می‌باشد. این نسبت از دو بخش تشکیل شده؛ بخش ذخایر که به میزان منابع کشف شده در یک منطقه اشاره دارد، که از لحاظ اقتصادی قابل بازیافت باشد و به‌عنوان ذخایر اثبات‌شده شناخته می‌شود و بخش تولید که از طریق محاسبه میزان منابع تولید شده در طول یک سال، بدست می‌آید.
نسبت ذخایر به تولید، از شاخص‌های کلیدی صنایع نفت و گاز بشمار می‌آید. این نسبت اغلب توسط شرکت‌ها و سازمان‌های دولتی، با هدف پیش‌بینی در دسترس بودن منابع در طول پروژه‌ها، میزان درآمدهای آتی و محاسبه میزان اشتغال، استفاده می‌شود و حجم فعالیت‌های اکتشافی، بمنظور تداوم عرضه منابع در آینده این شرکت‌ها را تا حدودی پیش‌بینی و تعیین می‌نماید.